# Desprendimiento prematuro de placenta
El desprendimiento prematuro de placenta es la separación parcial o total de la placenta de su inserción decidual en el fondo uterino, previa al nacimiento del feto. Es la segunda causa de metrorragia en el tercer trimestre de gestación tras la placenta previa.

## Epidemiología
El desprendimiento prematuro de la placenta, ocurre aproximadamente entre un 0,4 y un 3,5 por ciento de todos los partos. La forma grave, que produce la muerte del feto, se presenta únicamente en alrededor de 1 por cada 500 a 750 partos.

## Causas
Las causas que producen el desprendimiento prematuro de placenta son desconocidas, pero existen varios factores asociados, tales como: los estados hipertensivos del embarazo (incluyendo toxemia del embarazo e hipertensión arterial crónica), la edad materna avanzada, multiparidad, el consumo de cocaína o tabaco, factores mecánicos (traumatismo directo, cordón umbilical corto, pérdida de líquido amniótico), causas de útero sobredistendido (incluyendo gestación múltiple, polihidramnios), choque materno, nutrición inadecuada e infecciones. 
De acuerdo a Prevención de hipotensión supina en la embarazada sometida a cesárea bajo BPD precarga contra carga rápida Dra. Lorena López-Maya, Según el Dr. Lauro Mejía (Ecuador) el desprendimiento prematuro de placenta también se presenta pos bloqueo peridural ya que la paciente se encuentra en posición supina y para corregir la hipotensión supina severa por medio de corrección de carga rápida de solución cristaloide como el volumen o hemacel  que podría corregir la hipotensión severa modificando la tensión arterial. (ACM)  

### Cocaína
La cocaína inhibe la recaptación de neurotransmisores como la noradrenalina y  adrenalina a nivel de las uniones de los nervios con otros nervios o músculos. En la madre produce euforia y otros fuertes efectos estimuladores sobre el sistema nervioso simpático, entre ellos vasoconstricción e hipertensión. La cocaína atraviesa la placenta y se cree que causa estos mismos efectos simpaticomiméticos sobre el feto. El abuso de cocaína durante el embarazo se asocia a una tasa mayor de abortos espontáneos, de muerte fetal y de desprendimiento prematuro de la placenta, que puede provocar la muerte intrauterina del feto o una lesión neurológica del lactante, si sobrevive.

## Fisiopatología
Se han propuesto varios mecanismos que explican el desprendimiento prematuro de la placenta. Uno de ellos implica la injuria vascular local. Se produce disrupción de los vasos sanguíneos de la decidua basal, condicionada por una arteriolitis. Los vasos sanguíneos de la decidua se rompen y se produce hemorragia en el espacio retroplacentario. 
Otro mecanismo implica un aumento del tono y la presión intramiometral, con lo que se produce el colapso de las venas. De esta manera, la sangre que llega al útero, tiene dificultades para ser evacuada. Aumenta entonces la presión sanguínea dentro de los espacios intervenosos alcanzando valores muy altos, hasta que se rompen y dan origen al hematoma y al desprendimiento.
Luego de la formación del hematoma subplacentario, la hemorragia puede:
- Limitarse a los márgenes de la placenta, en cuyo caso se produce una hemorragia invisible.
- Desprender las membranas y salir a través de la vagina, produciendo una hemorragia visible.
- Invadir la cavidad amniótica.
- Infiltrarse entre las fibras musculares uterinas, dando lugar al útero de Couvelaire, de color azul característico, con pérdida de la capacidad contráctil.

## Cuadro clínico
La sintomatología es proporcional al grado de desprendimiento de la placenta.
- Sangrado oscuro no abundante (sin correlación entre gravedad y sangrado).
- Dolor abdominal.
- Hipertonía uterina.
- Rigidez o distensión abdominal "en tabla".
- Distrés fetal o muerte fetal, evidenciado por disminución o ausencia de latidos cardíacos fetales.

El DPP suele ser clasificada de acuerdo con la severidad de la sintomatología de la siguiente manera: 
- Grado 0: pacientes asintomáticas y diagnosticadas sólo después del parto a través del examen de la placenta.
- Grado 1: La madre puede tener sangrado vaginal leve malestar o hipertonía uterina, pero sin peligro para la madre o el feto
- Grado 2: La madre está sintomática, pero no en estado de choque. Hay alguna evidencia de sufrimiento fetal evidenciada por frecuencia cardíaca fetal.
- Grado 3: Las hemorragias graves, que pueden ser ocultas, conducen al choque materno y muerte fetal. Puede haber coagulación intravascular diseminada materna.

## Diagnóstico
- En el monitoreo fetal se observan una pérdida de la variabilidad y desaceleraciones tardías.
- En la ecografía se evidencia abruptio (zona hipoecoica entre la pared uterina y la placenta).

### Pruebas de laboratorio
- Grupo sanguíneo y pruebas cruzadas
- Recuento de sangre completo
- Tiempo de protrombina
- Tiempo de tromboplastina parcial
- Fibrinógeno
- Plaquetas
- Test de Kleihauer-Betke
- Test de Apt

## Diagnóstico diferencial
- Placenta previa
- Ruptura uterina
- Rotura del seno marginal de la placenta
- Colecistitis aguda
- Apendicitis aguda

Placenta previa

## Complicaciones

### Maternas
- Choque hipovolémico
- Coagulación intravascular diseminada.
- Insuficiencia renal aguda
- Apoplejía uteroplacentaria (Útero de Couvelaire).
- Necrosis hipofisaria postparto (Síndrome de Sheehan).

### Fetales
- Hipoxia
- Anemia
- Restricción del crecimiento intrauterino
- Prematuridad
- Malformaciones congénitas